# Constellation Awards
Les Constellation Awards sont des récompenses canadiennes remises chaque année à des films, téléfilms ou séries télévisées de science-fiction.

## Résultats par catégories
Liste des catégories et de leurs résultats depuis 2007 :
- Best Male Performance in a Science Fiction Television Episode :
  - 2007 : David Tennant, The girls in the Fireplace (Doctor Who)
  - 2008 : David Tennant, Human Nature/The family blood (Doctor Who)
  - 2009 : Michael Hogan, Revelations (Battlestar Galactica)
  - 2010 : David Tennant, The Waters on Mars  (Doctor Who)
- Best Female Performance in a Science Fiction Television Episode :
  - 2007 : Claudia Black, Memento Mori ('Stargate SG-1')
  - 2008 : Carey Mulligan, Blink (Doctor Who)
  - 2009 : Catherine Tate, Turn Left (Doctor Who)
  - 2010 : Lena Headey, Some Must Watch, While Some Must Sleep (Terminator : Les Chroniques de Sarah Connor)
- Best Science Fiction Television Series :
  - 2007 : Doctor Who
  - 2008 : Doctor Who
  - 2009 : Doctor Who
  - 2010 : Supernatural
- Best Male Performance in a Science Fiction Film, TV Movie, or Mini-Series :
  - 2007 : Hugo Weaving, V pour Vendetta
  - 2008 : Will Smith, Je suis une légende
  - 2009 : Robert Downey Jr., Iron Man
  - 2010 : Karl Urban, Star Trek
- Best Female Performance in a Science Fiction Film, TV Movie, or Mini-Series :
  - 2007 :  Natalie Portman, V pour Vendetta
  - 2008 : Emma Watson, Harry Potter et l'Ordre du phénix
  - 2009 : Claudia Black, Stargate : Continuum (Stargate: Continuum)
  - 2010 : Zoe Saldana, Avatar
- Best Science Fiction Film, TV Movie, or Mini-Series :
  - 2007 : Le Labyrinthe de Pan
  - 2008 : Transformers
  - 2009 : WALL-E
  - 2010 : Star Trek
- Best Technical Accomplishment in a Science Fiction Film or Television Production :
  - 2007 : Battlestar Galactica, Visual Effects (Zoic Studios)
  - 2008 : Transformers, Transformation Effects (Industrial Light et Magic)
  - 2009 : WALL-E, Computer Animation (Pixar Animation)
  - 2010 : Avatar, Visual Effects (Weta Digital)
- Best Overall Science Fiction Film or Television Script :
  - 2007 : Stargate SG-1, Wormhole X-Treme, le film (Brad Wright et Robert C. Cooper)
  - 2008 : Supernatural, What is & What Should Never Be (Raelle Tucker)
  - 2009 : Doctor Who, Silence in the Library (Steven Moffat)
  - 2010 : Flashforward, No More Good Days (David S. Goyer et Brannon Braga)
- Outstanding Canadian Contribution to Science Fiction Film or Television :
  - 2007 : CBC Corporation, coproduction, Doctor Who
  - 2008 : Tanya Huff, scénariste/consultante, Blood Ties
  - 2009 : Brad Wright et Robert C. Cooper, pour la franchise Stargate
  - 2010 : Bruce Greenwood, acteur de Star Trek